# Clea de Koning
 (octobre 2018).
Clea de Koning, née le 21 septembre 1969 aux Pays-Bas,, est une productrice et avocate néerlandaise.

## Filmographie

### Cinéma et téléfilms
- 1995 : Zusje (nl)
- 1998 : Siberia
- 2002 : Oesters van Nam Kee (nl)
- 2003 : Polleke (nl)
- 2004 : Erik of het klein insectenboek (nl)
- 2005 : Johan
- 2007 : Duska (nl)
- 2008 : De brief voor de koning (nl)
- 2009 : Komt een vrouw bij de dokter (nl)
- 2010 : Iep! (nl)
- 2010 : De gelukkige huisvrouw (nl)
- 2011 : Mijn Opa de Bankrover (nl)
- 2011 : De president (nl)
- 2011 : Het gordijnpaleis van Ollie Hartmoed
- 2012 : Tony 10 (nl)
- 2012 : Het Meisje en de Dood (nl)
- 2013 : Valentino
- 2013 : L'Élan de Noël
- 2015 : Boy 7
- 2015 : Bloed, Zweet & Tranen (nl)
- 2015 : Full Contact

## Crédit d'auteurs
- (nl) Cet article est partiellement ou en totalité issu de l’article de Wikipédia en néerlandais intitulé « Clea de Koning » (voir la liste des auteurs).